# Burnatia
Burnatia enneandra, jedina biljna vrsta u rodu Burnatia iz porodice žabočunovki (Alismataceae). Raste u tropskoj Africi od Senegala,  Tanzanije, Gane i Sudana do Južnoafričke Republike, uz sporije vodene tokove, po močvarama i plitkim jezerima.
B. enneandra je vodena trajnica koja naraste do jedan metar visine, blijedog malenog cvijeta i dugih uskih listova. Latice muških cvjetova nisu veće od milimetra, dok kod ženskog cvijeta gotovo ne postoje.

## Sinonimi
- Alisma enneandrum Hochst. ex Micheli [nije validan][2]
- Burnatia alismatoides Peter[2]
- Burnatia alismatoides var. elliptica Peter[2]
- Burnatia enneandra var. linearis Peter[2]
- Burnatia oblonga Peter[2]
- Echinodorus schinzii Buchenau[2]
- Rautanenia schinzii (Buchenau) Buchenau

## Vanjske poveznice
- West African Plants